# Le Médecin malgré lui (opéra-comique)
Pour la pièce de Molière, voir Le Médecin malgré lui.
Personnages
- Sganarelle, un « fagotier » (baryton)
- Léandre, amant de Lucinde (ténor)
- Martine, femme de Sganarelle (mezzo-soprano)
- Jacqueline, nourrice de Lucinde (mezzo-soprano)
- Lucinde, fille de Géronte (soprano)
- Géronte, un riche bourgeois (basse)
- Valère, valet de Géronte (baryton-basse)
- Lucas, domestique de Géronte (ténor)
- Monsieur Robert (rôte parlé)

Le Médecin malgré lui est un opéra-comique en trois actes de Charles Gounod, sur un livret en français de Jules Barbier et Michel Carré, d'après la pièce éponyme de Molière.
Il est créé le 15 janvier 1858 au Théâtre-Lyrique à Paris. L'œuvre reprenant littéralement le texte de la pièce de Molière dans ses dialogues parlés (seuls les passages chantés sont écrits par les librettistes), la Comédie-Française a essayé de faire annuler les représentations de l'opéra.
En 1923, l'opéra est arrangé par Erik Satie qui compose des récitatifs, pour que l'œuvre soit chantée dans son intégralité, mais cette nouvelle version connaît peu de succès par rapport à la version originale.
L'œuvre fut reprise régulièrement jusque dans la première moitié du XXe siècle. Elle est depuis rarement jouée, bien que des enregistrements radiophoniques aient été diffusés dans les années 50 et 70.

## Distribution de la création[1]
| Rôles                           | Voix          | Création, 15 janvier 1858 Chef d'orchestre : Adolphe Deloffre |
| ------------------------------- | ------------- | ------------------------------------------------------------- |
| Sganarelle, un « fagotier »     | Baryton       | Auguste-Alphone Meillet                                       |
| Léandre, amant de Lucinde       | Ténor         | Froment                                                       |
| Martine, femme de Sganarelle    | Mezzo-soprano | Amélie Faivre                                                 |
| Jacqueline, nourrice de Lucinde | Mezzo-soprano | Caroline Girard                                               |
| Lucinde, fille de Géronte       | Soprano       | Esther Caye                                                   |
| Géronte, un riche bourgeois     | Basse         | Lesage                                                        |
| Valère, valet de Géronte        | Baryton-basse | Émile Wartel                                                  |
| Lucas, domestique de Géronte    | Ténor         | Adolphe Girardot                                              |
| Monsieur Robert                 | Rôle parlé    | Ernest Leroy                                                  |
| Fagotiers, musiciens, paysans   | Chœur         | Chœur                                                         |

## Argument
L'action prend place dans la France rurale du XVIIe siècle.

### Acte I
Dans une forêt
Sganarelle est un bûcheron, un peu trop porté sur la bouteille, qui maltraite sa femme Martine (Duo « Non, je te dis que j'en veux rien faire »). Celle-ci attend une occasion de se venger (Couplets « Toute femme tient sous sa patte »), quand Valère et Lucas, les domestiques du riche Géronte, se présentent à la recherche d'un médecin pour la fille de Géronte, Lucinde, qui feint le mutisme afin d'éviter un mariage désagréable. Martine dit alors à Valère et Lucas que son mari Sganarelle est un savant docteur, mais qu'il refusera d'exercer son art à moins de recevoir une bonne raclée. Ils trouvent le bûcheron en train de boire (Couplets « Qu'ils sont doux ! »), et le forcent (Duo « Monsieur, Monsieur, n'est-ce pas vous ? »), sous les coups, à admettre la profession qui lui est imputée et à partir avec eux (Chœur des fagotiers « Nous faisons tous ce que nous savons faire »).

### Acte II
Une pièce dans la demeure de Géronte
Après un entracte, Léandre chante une sérénade à Lucinde (Sérénade « Est-on sage dans le bel âge »). Géronte s'en plaint à Jacqueline, la nourrice de Lucinde, car Léandre est trop pauvre, et il souhaite marier sa fille à un homme beaucoup plus riche (Couplets « D'un bout du monde à l'autre bout »). Sganarelle joue la comédie dans son rôle de médecin, en enchaînant des paroles sans aucun sens et des fausses prescriptions (Sextuor « Eh bien ! charmante demoiselle » ; Finale « Sans nous tous les hommes deviendraient malsains »).

### Acte III
La demeure de Géronte
Après que Sganarelle a été introduit à la « patiente » Lucinde (Air « Vive la médecine »), son amant Léandre obtient une entrevue avec lui, et sous le déguisement d'un apothicaire, organise une fugue avec Lucinde, tandis que le faux médecin distrait le père (Scène et chœur « Serviteur, Monsieur le Docteur »).
Après un changement à vue, Sgnarelle et Jacqueline content fleurette (Duo « Ah ! que j'en suis, belle nourrice »). Quand le faux docteur et son apothicaire reviennent, Lucinde reconnaît son amant et recouvre la parole (Quintette « Rien n'est capable, mon père »). La fureur de Géronte est telle qu'il est sur le point de faire appel à la justice pour faire pendre Sganarelle, quand Léandre annonce au père de sa bien-aimée qu'il vient d'hériter d'une grande propriété de son oncle. L'objection de Géronte au mariage de Léandre avec Lucinde a donc disparu, Sganarelle est sauvé de son châtiment, Martine s'attribue le mérite de l'élévation sociale de son mari, et Sganarelle lui pardonne la farce qui a causé toute l'affaire (Finale « Nous faisons tous ce que nous savons faire »).

## Principales représentations[1]
- 15 janvier 1858 : création au Théâtre-Lyrique à Paris.
- 25 février 1859 : première représentation au Théâtre Royal de la Monnaie de Bruxelles.
- 22 novembre 1862 : première représentation au Große Oper de Hambourg, en version allemande.
- 27 février 1865 : première représentation à Covent Garden à  Londres, en version anglaise.
- 22 mai 1872 : première représentation au Théâtre National de l'Opéra-Comique de Paris.
- 8 février 1890 : première représentation à l'Opéra de Monte-Carlo.
- 20 mars 1900 : première représentation au Music Hall de Cincinnati.
- 5 janvier 1924 : première représentation de la version arrangée par Erik Satie à l'Opéra de Monte-Carlo.
- 30 mai 1965 : première représentation à la Fenice de Venise.
- 14 avril 2016 : Grand Théâtre de Genève
- Novembre 2017 :  Opéra de Rennes

## Source
- (en) Cet article est partiellement ou en totalité issu de l’article de Wikipédia en anglais intitulé « Le médecin malgré lui (opera) » (voir la liste des auteurs).